# اصغر بی‌لی
اصغر بی‌لی (به ترکی آذربایجانی: Əsgərbəyli) یک منطقه مسکونی در جمهوری آذربایجان است که در شهرستان صابرآباد واقع شده‌است. اصغر بی‌لی ۹۹۰ نفر جمعیت دارد.

## دین
در مجد جامع اصغر بی‌لی به‌نام امام علی یک هیئت مذهبی وجود دارد.